# Kontrast (sztuka)
Kontrast – uwydatniona różnica, przeciwieństwo lub przeciwstawienie elementów obrazu bądź rzeźby. Kontrast służy do podkreślenia i zaakcentowania wybranych elementów dzieła. Może też służyć do podkreślenia nastroju pracy, na przykład przydawać niepokoju i niepewności. Różnica między dwoma zestawianymi ze sobą przedmiotami lub zjawiskami dotycząca na przykład barwy, kształtu lub faktury.
Kilka z częściej stosowanych kontrastów w sztuce:
- Kontrast świetlny
  - światło – mrok
  - światło skupione – światło rozproszone
  - światło stałe – światło zmienne
- Kontrast 
  - kontrast ilościowy
  - kontrast jakościowy
- Kontrast faktur
  - faktura powierzchniowa – faktura wypukła lub wklęsła
  - faktura szorstka – faktura gładka
  - faktura matowa – faktura błyszcząca
  - faktura zagęszczona – faktura rozproszona
- Kontrast przestrzenny
  - przestrzeń zabudowana – przestrzeń nie zabudowana
  - przestrzeń zorientowana poziomo – przestrzeń zorientowana pionowo
  - dużo przestrzeni – mało przestrzeni
  - przestrzeń prosta – przestrzeń złożona
- Kontrast między kształtem brył
  - bryła zwarta – bryła rozczłonkowana
  - kształt obły – kształt graniasty
  - bryła pełna – bryła ażurowa
- Kontrast ukazanego ruchu
  - szybkość – powolność
  - ruch w pionie – ruch w poziomie
  - przyspieszenie – spowolnienie
- Kontrast barw
  - czarny – biały
  - fioletowy – żółty
  - pomarańczowy – niebieski